# هارولد پرینس
هارولد پرینس (انگلیسی: Harold Prince؛ زادهٔ ۳۰ ژانویهٔ ۱۹۲۸ - ۳۱ ژوئیه ۲۰۱۹) یک کارگردان اهل ایالات متحده آمریکا بود.